# 長野経済短期大学
長野経済短期大学（ながのけいざいたんきだいがく、英語: Nagano College of Economics）は、長野県長野市東和田261に本部を置いていた日本の私立大学である。1967年に設置され、2009年に廃止された。大学の略称は経短。

## 概観

### 大学全体
- 長野県長野市に所在した日本の私立短期大学で、設置主体は学校法人長野日本大学学園[1]。
- 1967年に学校法人長野中央学園により開学し、入学総定員100名[2]。第一部、第二部のからなっていたが、最終的には経済学科I部のみであった。
- 2007年度の入学生を最後に[注釈 1]、2009年に短期大学としての使命を終える[4]。

### 教育および研究
- 長野経済短期大学には経済学科のみが設置されていた。「信州の歴史と文化」・「信州の経済」・「信州の環境」といった地元のことについての科目が設置されているところに特色があった。

### 学風および特色
- 長野経済短期大学は多様化した社会に対応したカリキュラムが組まれており、「学問と暮らしの基礎」・「各種資格取得」・「国際コミュニケーション」・「ビジネスマネジメント」などの17のフィールドがあり、学生自らの興味や目標に応じて各フィールドから自由にカリキュラムを選択できるという特長があった。

## 沿革
- 1959年
  - 1月24日 学校法人長野中央学園が成立する[5]。
- 1967年
  - 3月25日 左記を以て文部省[注 1]より短期大学の設置が認可される。
  - 4月1日 長野経済短期大学が以下の学科体制にて開学する[6]。木下彰が学長に就任。
    - 経済学科
      - 第一部 入学定員50名
      - 第二部 入学定員50名

  - 5月1日 学生数[7]/定員[8]
    - 経済学科
      - 第一部 51[注 2]/50
      - 第二部 記載なし[注 3]
- 1968年
  - 5月1日 学生数[10]/定員
    - 経済学科
      - 第一部 140[注 4]/100
      - 第二部 117[注 5]/100
- 1974年 金田良造が2代目学長に就任。
- 1976年
  - 4月1日 学科の入学定員を以下の通り変更する[注 6]。
    - 経済学科
      - 第一部 50→150
      - 第二部 50→100

  - 5月1日 学生数[14]/定員
    - 経済学科
      - 第一部 431[注 7]/200
      - 第二部 123[注 8]/150
- 1978年 中野正が3代目学長に就任。
- 1985年 中野学長が元不動産ブローカーに殺害、菅野俊作が4代目学長に就任。
- 1998年 馬場昭が5代目学長に就任。
- 1999年
  - 5月1日 学生数[15]/定員
    - 経済学科
      - 第一部 386[注 9]/300
      - 第二部 26[注 10]/200

  - 10月 中村貢が6代目学長に就任。
- 2001年
  - 4月1日 経済学科第二部の学生募集を最終とする[注 11]
- 2002年
  - 7月 竹内一樹が7代目学長に就任。
- 2004年
  - 3月31日 左記を以て経済学科第二部が正式に廃止される[17]。
- 2007年
  - 4月1日 この度をもって学生募集を終了とする[注釈 1]。
- 2009年
  - 8月26日 左記を以て正式に廃止される[4]。

## 基礎データ

### 廃校時の所在地
- 長野県長野市東和田261

### 交通アクセス
- 長野駅から長野電鉄バス「柳原」行で｢東和田｣バス停留所で下車するのが最も便利であった。同バス停から徒歩5分程度。
- JR信越本線北長野駅で下車する場合は、徒歩15分程度。
- 長野電鉄信濃吉田駅下車する場合は、徒歩20分程度。

### 象徴
- カレッジマークは右記資料より[18]

## 教育および研究

### 組織

#### 学科
- 経済学科 入学定員150名[注釈 2]

##### 学科の変遷
- 経済学科
  - 第一部→経済学科 入学定員150名[注釈 2]。
  - 第二部 入学定員100名[注 12]

#### 専攻科
- なし

#### 別科
- なし

##### 取得資格について
- 卒業と同時に取得できる国家資格は特に設けられていないが、簿記検定や秘書検定などの各種資格・検定合格を目指している学生が多い。また、公認会計士や社会保険労務士を目指す学生もいた[22]。

#### 附属機関
- 信越経済研究所
- 税理研究所
- 長野経済短期大学学術研究会

### 研究
- 『長野経済短期大学論叢』[23]
- 『長野経済短期大学研究目録』[24]

## 学生生活

### 部活動・クラブ活動・サークル活動
- 長野経済短期大学のクラブ活動[22]
  - 体育系：バスケットボール・バドミントンの各部・テニス・サッカー・バレーボール・野球・スキーの各同好会などがある。
  - 文化系：華道・軽音楽・パソコン・演劇などがある。

### 学園祭
- 長野経済短期大学の学園祭は「経大祭」と呼ばれる。過去にはキャイ〜ン・アニマル梯団・金谷ヒデユキ・丁半コロコロ・ロンドンブーツ1号2号・ココリコ・デンジャラスなどのお笑い芸人が来訪している。

### スポーツ
- 女子のバスケットボール部が、北信越大学選手権で3年連続優勝し、1996年10月に全国大学選手権に初出場という実績をもつ[22]。

## 大学関係者と組織

### 大学関係者組織
- 長野経済短期大学には「経友会」と称した同窓会組織がある。

### 大学関係者一覧

#### 大学関係者
- 木下彰：初代学長
- 竹内一樹：現学長

#### 出身者
- 岡田昭雄（千曲市長）

## 施設

### キャンパス内
- 本館
- けやきパーク：本館の前庭にあり、第7回長野市景観賞を受賞した（1994年3月）
- 研究室
- ゼミ教室
- コンピューター実習室
- 秘書実習室
- 学生食堂
- 就職相談室
- 学生ラウンジ
- 図書館
- 体育館
- レクレーションルーム

### キャンパス外
- 飯綱高原セミナーハウス

### 寮
- 長野経済短期大学には女子学生を対象とした寮がある。

## 対外関係

### 関係校
- 日本大学
- 佐野短期大学

### 系列校
- 長野日本大学中学校・高等学校：同短期大学に隣接している。
- 長野日本大学学園長野小学校：2011年4月、同短期大学跡地に開校。

## 卒業後の進路について

### 編入学・進学実績
- 流通経済大学・日本大学・文京学院大学・金沢学院大学・朝日大学・中京学院大学・愛知学泉大学・名古屋学院大学・名城大学・京都精華大学・追手門学院大学・大阪産業大学などへの編入学の実績があった[22]。